# Scot Project
Scot Project, de son vrai nom Frank Zenker (né 29 mai 1973 à Francfort) est un disc jockey et producteur allemand de hard trance. Il est connu pour des morceaux tels que Hands Up sous le pseudonyme Arome, FM1 (Feelin' Me) et R (Rock) ainsi que pour ses nombreux remixes.

## Biographie
Frank Zenker est né le 29 mai 1973 à Francfort, en Allemagne. Il possède nombre d'alias, l'un d'entre eux étant Arome. Scot Project apprend à mixer de la techno à 13 ans, et perce en 1986, jouant du breakbeat à Francfort. 
Son succès commence en 1994, avec la sortie de son morceau X ; il est suivi de près par U I Got a Feeling en 1995. Ce dernier atteint la 66e place de l'UK Singles Chart. Il est suivi par le morceau à succès Y (How Deep is Your Love) qui atteint la 57e place des charts britanniques.
En 2002, Frank Zenker et Kai Winter (Derb) fondent le label Druck Records. En 2005, le label Overdose compile plusieurs de ses meilleures productions, dont F (Future Is Now) et O (Overdrive) pour la sortie d'un album, intitulé A1,. Un autre album s'intitule Techno Club, Vol. 22: Talla 2XLC vs. Scot Project, publié en 2007, sur lequel il mixe. 
En 2017, il joue au Clubland on the Beach aux côtés notamment de Ian Van Dahl, Darren Styles et Flip and Fill. En juin la même année, il participe au Luminosity Beach Festival 2017 aux Pays-Bas.

## Discographie

### Album studio
- 2005 : A1

### Singles
- 1994 : X
- 1995 : U (I Got a Feeling)
- 1997 : Y (How Deep Is Your Love?)
- 1997 : X² (Time Is Now)
- 1998 : W (That Sound)
- 2000 : F (Future Is Now!)
- 2001 : O (Overdrive)
- 2003 : R (Rock!)
- 2003 : S (Outer Space)
- 2004 : FM (Feelin’ Me)
- 2004 : L (Want Your Love)
- 2005 : A (Asian Sunrise)
- 2005 : N (No Rrougher)
- 2005 : I (Need You)
- 2006 : FM3 (Feeling Me)
- 2007 : E (Energy)
- 2008 : S² (Sueño)
- 2009 : F² (Future Is Now)
- 2010 : G (Ghost)
- 2011 : Do You Want Me (als Supermusique!)
- 2011 : T (Techem)
- 2011 : Feel (avec DJ Sabu)
- 2011 : Chemistry (vs. Talla 2XLC)
- 2011 : Stop this Feeling (sous le nom de Supermusique!)
- 2011 : The Sound (avec Derb)
- 2012 : W (Whooo) EP
- 2012 : C EP
- 2012 : P (Paradize)
- 2013 : B (Baby)
- 2019 : H Hypnotize
- 2020 : M Metropolis

### Remixes
- 1997: Space Frog - I Feel Ur Pain
- 1997: Dance 2 Trance - Power of American Natives '97
- 1997: DJ Supreme - The Horns of Jericho
- 1997: Intermission - Blow Your Mind
- 1998: Spellbound - Universe of Life
- 1998: Afrika Islam - Open Your Door
- 1998: DJ Wag - Man on the Moon
- 1998: Position - Kerosin
- 1999: Trance Genetic - Around Your Space
- 1999: Pulsedriver - I Dominate U
- 1999: Arpeggiators - Freedom of Expression
- 1999: DJ Foxx - Move That Body
- 1999: DJ Wag - Man On the Moon
- 1999: Global Cee - Light Up My Life
- 1999: Arome - I Am Not a Bitch
- 1999: Arome - Talk to Me
- 2000: Atlantis ITA - See You In Your Next Life
- 2000: Elastique Culture - U
- 2000: DJ X 2000 - Modem
- 2000: Arome - Here We Go
- 2000: Hennes nd Cold - Second Trip
- 2000: Beam vs. Cyrus - Thunder in Paradize
- 2000: Yves Deruyter - Back to Earth
- 2001: Nightclub - French Kiss
- 2001: Cosmic Gate - Fire Wire
- 2001: Microbots - Cosmic Evolution
- 2001: Yoda - Definitely
- 2001: Derb - Derb
- 2001: Mass Effect - Alphascan
- 2002: Meteor 7 - Universal Music
- 2002: Talla 2XLC - Come With Me
- 2002: DJ Vortex - Incoming
- 2002: Hypetraxx - Paranoid
- 2002: Brooklyn Bounce - Club Bizzare
- 2002: Twisters Silence - Listen to Me Mama
- 2002: Yoji Biomehanika - Ding a Ling
- 2002: Sound of Overdose - City 2 City
- 2003: Thomas Rubin - Cold Night
- 2003: Arome - Visions of Paradise
- 2003: Arome - Hands Up
- 2004: Derb - Derbattack
- 2004: Lady Tom - Into My Mind
- 2004: Orions Voice - Cockroaches
- 2005: Yoji Biomehanika - Monochroma
- 2005: Yakooza - I Wanna Feel
- 2005: Tocs - 1
- 2006: Yakooza - Cocaine
- 2006: DJ Sakin and Friends - Braveheart 2006
- 2006: Niels van Gogh vs. Eniac - Pulverturm 2.0
- 2007: Shy Brothers - Human Design
- 2007: Tocs - 2
- 2008: Karami and Lewis - Vertigo
- 2009: Public Domain - Operation Blade
- 2009: Dr. Willis & Vandall - Tech Ho
- 2009: Organ Donors - 99.9
- 2009: Lisa Lashes - Bondage and Whips
- 2010: Greg Downey - Global Code
- 2010: Golden Coast - Ivory
- 2010: Bart Claessen - Hartseer
- 2010: Alex Kidd vs. Kidd Kaos - Toms Diner
- 2010: Talla 2XLC - The Sound of the Crowd
- 2010: Marcel Woods - Tomorrow
- 2011: T4L - Biogenesis
- 2011: Organ Donors - Moogerfoogin